# Osmia polkruga
Osmia polkruga är en biart som beskrevs av Warncke 1992. Osmia polkruga ingår i släktet murarbin, och familjen buksamlarbin. Inga underarter finns listade i Catalogue of Life.